# Sanniangzi
 (juillet 2020).
Si vous disposez d'ouvrages ou d'articles de référence ou si vous connaissez des sites web de qualité traitant du thème abordé ici, merci de compléter l'article en donnant les références utiles à sa vérifiabilité et en les liant à la section « Notes et références ».
Sannianzi (chinois : 三娘子 ; pinyin : sānniángzǐ ou Yungen Khatan (mongol : Юнгэн хатан), 1550-1612, au 26e jour du 6e mois lunaire), nom de naissance : Zhong Jin (chinois : 钟金 ; pinyin : zhōng jīn) est une khatun Mongole oïrate du clan des Torguts, petite-fille du khan mongol Altan Khan, elle était promise à un prince d'Ordos, mais finalement, Altan Khan l'épousa. Ensemble, ils firent bâtir un temple fortifié qui sera à l'origine de la ville de Hohhot (actuelle capitale de Mongolie-Intérieure) en 1581.

## Biographie
Le nom réel d'Erketü Qatun est inconnu ; elle s'est fait connaître sous ce titre pendant une période de régence dirigeant le Tümed. Elle était la petite-fille d'Altan Khan par l'intermédiaire de sa fille. Qatun devait être mariée à un prince mongol d'Ordos, mais Altan a décidé de l'épouser lui-même. Au lieu de cela, le Khan a offert la seconde épouse prévue à son petit-fils, Baya-aci. Furieux, Baya-aci a fait défection vers la dynastie Ming, bien qu'il soit renvoyé et en réponse, le Khan a obtenu le titre de prince de loyauté et d'obéissance par l'empereur Longqing.
Qatun a eu trois enfants avec Altan Khan, dont Budasiri. Après la mort du Khan en 1582, Qatun hérita du sceau du prince de la loyauté et de l'obéissance. Cela a fait d'elle l'intermédiaire entre le Tümed et l'Empire Ming, gagnant ainsi son prestige dans les deux cours. L'Empire Ming l'appelait la « Troisième Dame » en référence à sa position de troisième épouse d'Altan Khan. Elle se maria une seconde fois avec le fils aîné d'Altan Khan, Sengge, en 1582, lui permettant d'hériter du titre. Dans le cadre du mariage, Qatun a demandé à Sengge de renoncer à toutes ses épouses antérieures et qu'elle serait placée à la tête des troupes et située dans la patrouille occidentale loin de l'endroit où son nouveau mari était basé.
Une rivalité née après la mort de Baya-aci quelques mois plus tard. Sa veuve, Baya-beyiji, épousa Curüke, le fils de Sengge. Cela a créé des tensions au sein de la famille dirigeante, Qatun s'attendant à une attaque imminente. Vers 1586, Sengge mourut et Qatun cacha le sceau du prince de la loyauté et de l'obéissance dans l'espoir de pouvoir le transmettre à son fils. Alors que Qatun détenait le sceau, Curüke fut obligé de demander son approbation pour améliorer les relations avec la dynastie Ming. Il a fait pression sur l'Empire pour rechercher une alliance matrimoniale avec Qatun, qui avait alors 10 000 soldats sous son commandement.
Curüke et Qatun se sont mariés en 1586, et une fois de plus, elle a forcé son nouveau mari à renoncer à ses anciennes épouses, dont Baya-beyiji. Alors qu'il héritait du sceau et du titre de Prince de Loyauté et d'Obéissance, l'Empire Ming lui accorda indépendamment le titre de Maîtresse de Loyauté et d'Obéissance. Curüke tomba malade en 1606 et mourut un an plus tard, les deux titres étant à nouveau entre les mains de Qatun. Elle a résisté à se remarier pendant un certain temps, mais a finalement épousé Busuytu, le petit-fils de Curüke.
Elle n'a pas transmis le sceau à son nouveau mari, mais lui a montré les divers cadeaux qu'elle avait accumulés auprès des Chinois au fil des années et qu'elle avait conservés dans un temple bouddhiste. Busuytu demanda à l'Empire Ming un nouveau titre, mais avant de le recevoir, Qatun mourut le 24 juillet 1612. L'empereur Ming envoya sept autels d'offrandes en hommage à Qatun après sa mort. Elle était restée fermement pro-Ming tout au long de sa vie, ce qui a conduit à la plus longue période de paix entre l'empire Ming et les Tümed.